# 博卡格蘭德 (佛羅里達州)
博卡格蘭德（英語：Boca Grande）是位於美國佛羅里達州李縣的一個非建制地區。該地的面積和人口皆未知。

## 地理
博卡格蘭德的座標為26°44′56″N 81°15′43″W / 26.74889°N 81.26194°W，而該地的平均海拔高度為1米（即3英尺）。